# Stazione di Marino Laziale
Stazione di Marino Laziale vasútállomás Olaszországban, Marino településen.

## Vasútvonalak
Az állomást az alábbi vasútvonalak érintik:
- Róma–Albano-vasútvonal

## Kapcsolódó állomások
A vasútállomáshoz az alábbi állomások vannak a legközelebb:
- Stazione di Castel Gandolfo (Stazione di Albano Laziale, FL4)
- Stazione di Pantanella (Stazione di Roma Termini, FL4)